# Crnotince
Crnotince (cyr. Црнотинце) – wieś w Serbii, w okręgu pczyńskim, w gminie Preševo. W 2002 roku liczyła 1454 mieszkańców.